# М-118
М-118 — советская подводная лодка типа М — «Малютка» Черноморского флота. Погибла в боевом походе в октябре 1942 года.

## История службы
Заложена 29 января 1940 года на заводе № 112 (Красное Сормово) в Горьком, спущена на воду 12 февраля 1941 года, после чего доставлена по железной дороге на завод № 198 (город Николаев) и повторно спущена на воду 30 июня 1941 года.
На 22 июня 1941 года заканчивала достройку, степень технической готовности на 1 июля — 93 %. 6—7 июля перешла в Севастополь, 29 сентября — 1 октября — в Очемчири. 28 октября вступила в строй, 11 ноября на лодке был поднят Военно-морской флаг. 25 декабря перешла в Поти.
8 января 1942 года перешла в Очемчири, 16—18 — в Севастополь.
Окончила курс боевой подготовки 16 — 18 февраля 1942 года. Командир — капитан-лейтенант Сергей Степанович Савин (апрель 1941 — октябрь 1942 года).
22 февраля в 22:25 вышла на разведку в район Ялты. Утром 26 февраля обнаружила шхуну в районе мыса Ай-Тодор, в 10:42 открыла по ней артиллерийский огонь, но после начавшегося в 10:45 ответного огня береговой артиллерии погрузилась. 1 марта в 08:33 вернулась в Севастополь.
10 марта в 20:25 вновь вышла на разведку в район Ялты, 12 марта обнаружила шхуну, однако командир лодки отказался атаковать цель ввиду её малой ценности. 17 марта в 22:45 вернулась в Севастополь.
10 апреля вышла в район острова Фидониси на позицию № 32, прибыла на место 12 апреля. Встреч с противником не имела, в 22:00 15 апреля начала возвращение в базу и 17 апреля в 03:19 вернулась в Севастополь.
26 июня 1942 года в 40 милях от мыса Аю-Даг эсминец «Безупречный» был атакован более 20 пикировщиками. Корабль получил несколько прямых попаданий и затонул. Подошедший «Ташкент» также был атакован авиацией и, сбросив на воду спасательные плоты и пояса, ушел. На следующий день подводные лодки М-112 и М-118 подобрали трех уцелевших моряков.
Совершила три транспортных и шесть боевых походов. Во время последнего боевого похода с 18:30 22 сентября 1942 года (возвращение по плану на базу 6-7 октября 1942) — на связь не выходила и на базу не вернулась.
Вместе с лодкой из боевого похода не вернулся 21 человек.

## Потопление «Зальцбурга»
Предполагается, что именно М-118 1 октября 1942 года атаковала и потопила немецкий транспорт «Зальцбург» перевозивший советских военнопленных, в результате чего погибло около 2000 человек.
Также предполагается, что именно М-118 сразу же после уничтожения «Зальцбурга» обнаружили и потопили румынские корабли охраны конвоя.
Согласно М. Э. Морозову, причинами гибели также могли быть:
- подрыв на мине румынского заграждения S-32;
- атака германского гидросамолёта Bv-138 утром 2 октября;
- подрыв на мине советских заграждений 1941 года или заграждений № 54, 55 (выставлены советскими подводными лодками) вследствие навигационной ошибки;
- подрыв на плавающей мине;
- ошибка личного состава или отказ техники[2].